# 角色弧线
角色弧线，或人物弧线、人物弧光是指角色在故事过程中的转变或内心历程。如果故事的角色拥有弧线，那么此角色的个性会随着故事情节的发展逐渐发生变化。由于这种变化通常是实质性的，并且往往从一种人格特质转变为另一种截然相反的特质（例如从贪婪变为乐善好施），因此通常使用几何术语弧来描述其彻底的变化。在大多数故事中，主角最有可能经历角色弧线，有时配角也会发生此转变。许多故事情节的驱动因素是，主角最初无法战胜敌对势力，可能是因为他们缺乏技能、知识、资源或朋友。为了克服这些阻碍，主角必须改变，例如学习新的技能来提升自己的能力或自我意识。主角可以通过与环境互动、寻求导师帮助、改变观点等来实现这种提升。

## 脚注
1. ↑  满堂. . 中国青年作家报 (中国青年报社). 2020-11-03  [2024-07-04].
2. ↑  Mullins, Anthony. . 人民文学出版社. ISBN 9787020182084.
3. ↑  杨晓林. . 上海艺术评论. 2023, 02: 42–44.
4. 1 2  Gerke (2010，第79頁)
5. ↑  Bell (2004，第142頁)